# Подкук
Подкук (хорв. Podkuk) — населений пункт у Хорватії, в Істрійській жупанії у складі міста Бузет.

## Населення
Населення за даними перепису 2011 року становило 1 особу.
Динаміка чисельності населення поселення:

## Клімат
Середня річна температура становить 12,90 °C, середня максимальна — 26,79 °C, а середня мінімальна — -2,06 °C. Середня річна кількість опадів — 1131 мм.
| Клімат поселення                              | Клімат поселення | Клімат поселення | Клімат поселення | Клімат поселення | Клімат поселення | Клімат поселення | Клімат поселення | Клімат поселення | Клімат поселення | Клімат поселення | Клімат поселення | Клімат поселення | Клімат поселення |
| Показник                                      | Січ.             | Лют.             | Бер.             | Квіт.            | Трав.            | Черв.            | Лип.             | Серп.            | Вер.             | Жовт.            | Лист.            | Груд.            |                  |
| Середній максимум, °C                         | 9,85             | 11,06            | 14,09            | 17,52            | 22,44            | 26,38            | 26,79            | 26,10            | 21,91            | 17,09            | 12,05            | 8,79             |                  |
| Середня температура, °C                       | 3,89             | 5,11             | 8,14             | 11,57            | 16,49            | 20,43            | 22,87            | 22,15            | 17,98            | 13,16            | 8,13             | 4,87             |                  |
| Середній мінімум, °C                          | −2,06            | −0,85            | 2,17             | 5,63             | 10,54            | 14,47            | 18,94            | 18,24            | 14,06            | 9,25             | 4,20             | 0,95             |                  |
| Норма опадів, мм                              | 83               | 66               | 82               | 91               | 83               | 97               | 68               | 96               | 103              | 130              | 126              | 106              |                  |
| Середньомісячна швидкість вітру, м/с          | 1.44             | 1.71             | 1.95             | 1.98             | 1.82             | 1.74             | 1.72             | 1.63             | 1.54             | 1.61             | 1.65             | 1.55             |                  |
| Середньомісячна сонячна радіація, кДж/м²·день | 4429             | 7286             | 10540            | 14862            | 19038            | 20666            | 21455            | 18531            | 13796            | 8864             | 4879             | 3675             |                  |
| --------------------------------------------- | ---------------- | ---------------- | ---------------- | ---------------- | ---------------- | ---------------- | ---------------- | ---------------- | ---------------- | ---------------- | ---------------- | ---------------- | ---------------- |
| Джерело:                                      |                  |                  |                  |                  |                  |                  |                  |                  |                  |                  |                  |                  |                  |